# کرک گیم
کرک گیم (انگلیسی: Kirk Game؛ زادهٔ ۲۲ اکتبر ۱۹۶۶) بازیکن فوتبال اهل بریتانیا است.
از باشگاه‌هایی که در آن بازی کرده‌است می‌توان به باشگاه فوتبال دارتفورد، باشگاه فوتبال کولچستر یونایتد، باشگاه فوتبال چلمزفورد سیتی، باشگاه فوتبال براینتری تاون، باشگاه فوتبال هیبریج، باشگاه فوتبال داگنم و ردبریج، و باشگاه فوتبال بیلریکای اشاره کرد.
وی همچنین در تیم ملی فوتبال England U16 بازی کرده‌است.